# Oniomanie

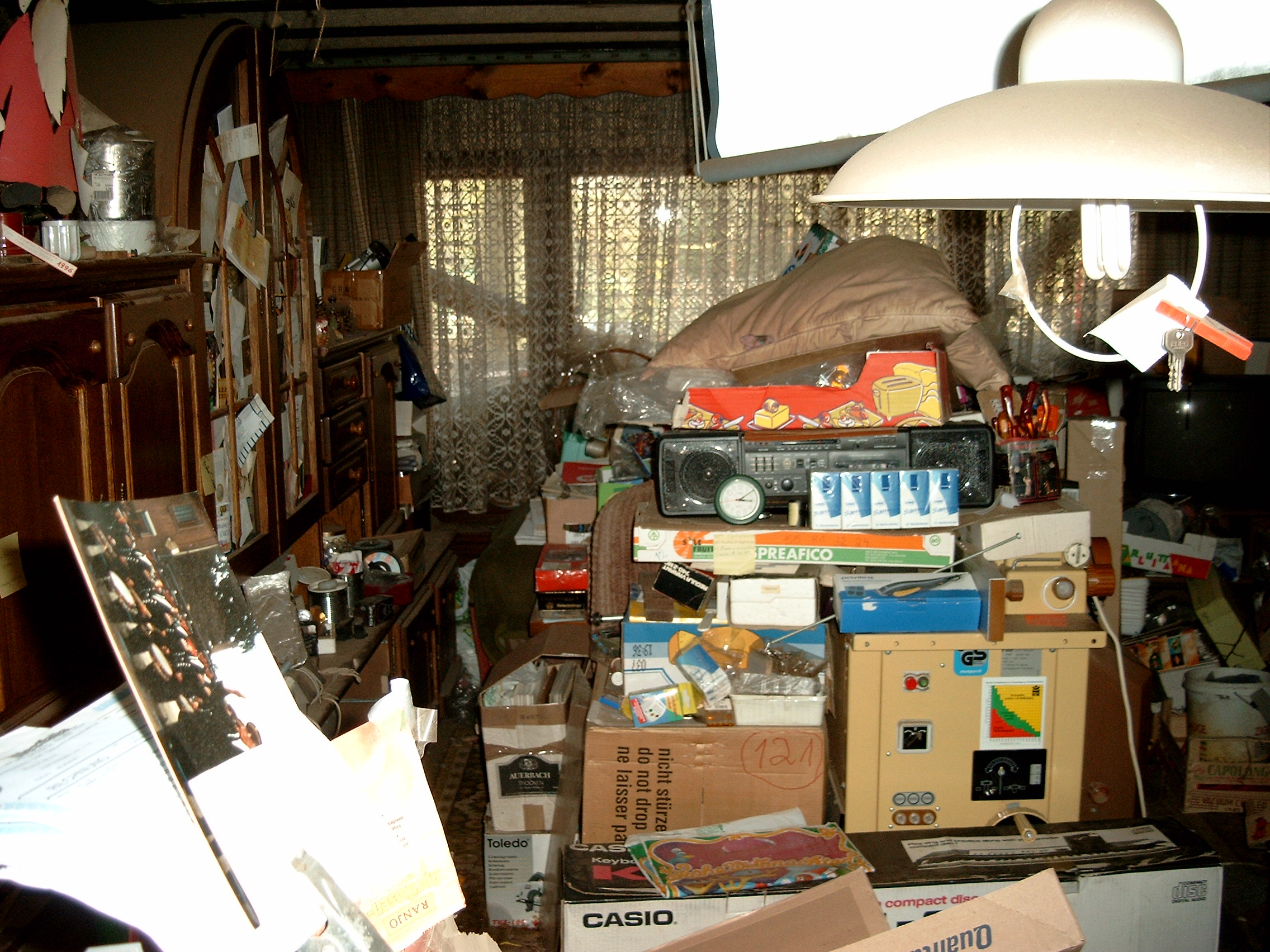
Entassement d'achats.

L'oniomanie ou trouble lié à l'achat compulsif, ou familièrement fièvre acheteuse, est la manie compulsive des achats, généralement peu ou pas nécessaires à l'individu. Cette manie a été découverte en Allemagne à la fin du XIXe siècle par le psychiatre allemand Emil Kraepelin. En grec ancien, le terme signifie la folie des prix (ὤνιος onios « à vendre » et μανία mania « folie »). En 1915, Kraepelin observe des troubles qu’il va nommer oniomanie : c’est une relation pathologique à l’argent et aux achats. Ce trouble touche environ 1,1 % de la population mondiale. L'achat compulsif apparaît dans la nosographie dans la deuxième moitié du XIXe siècle et le terme est répertorié en 1960 sous le terme de « prodigalité ».
Selon le medecin allemand Max Nordau, le psychiatre Valentin Magnan a forgé le terme oniomanie dans la traduction de ses Psychiatric Lectures (Psychiatrische Vorlesungen) de 1892.

## Historique
Emil Kraepelin est le premier à avoir décrit l'oniomanie, il y a plus d'un siècle de cela. Eugen Bleuler (1924) et lui ont tous deux décrit ce syndrome dans leurs ouvrages de psychiatrie. Ce n'est toutefois qu'au début des années 1990 que l'oniomanie a commencé à être réellement considérée comme une maladie. Même au XXIe siècle, les achats compulsifs sont à peine reconnus comme étant un trouble d'ordre psychiatrique
Les chercheurs ne se penchent sur ce comportement que depuis quelques décennies et il y a beaucoup de rattrapage à faire pour atteindre le même degré de connaissance et de compréhension que pour l'alcoolisme, l'anorexie, la boulimie ou la toxicomanie. Ce syndrome est de mieux en mieux reconnu comme étant un problème grave pouvant avoir de lourdes conséquences, tant au plan émotionnel que financier. On estime que 8,9 % de la population américaine serait touchée. En France, il est possible de faire reconnaître cette maladie auprès des tribunaux.

## Symptômes
Trois critères diagnostiques de l'oniomanie ont été proposés :
- une préoccupation excessive autour de l'achat ;
- une détresse ou tristesse à la suite de l'achat ;
- l'achat compulsif ne se limite pas à des épisodes hypomaniaques ou maniaques[11].

Dans un premier temps, le comportement propre à l'oniomanie est sans doute provoqué par le besoin de se sentir un peu moins seul et se donner l'illusion d'être quelqu'un de particulier. Toutefois, les achats compulsifs ne parviennent pas à combler ce sentiment de manque, ce qui peut entraîner un cercle vicieux qui mène à toujours plus d'achats, les personnes atteintes connaissant alors les hauts et les bas communément associés à l'addiction. L'euphorie suivant immédiatement l'achat est aussitôt suivie de la déception et d'un sentiment de culpabilité, ce qui provoque un nouveau cycle d'achats impulsifs, dans une vaine recherche de reconnaissance sociale. La personne souffrant de cette addiction se sent alors de plus en plus mal et ressent des émotions négatives, telles que la colère et le stress. Elle tente alors d'atténuer son mal-être en retournant dans les magasins et ressent à nouveau des regrets ou encore une dépression une fois de retour à la maison. Les achats restent souvent dans leurs sacs, intouchés pendant des mois, voire des années[réf. souhaitée].
Lorsque la victime de ce trouble commence à s'endetter, un comportement de dissimulation se met en place. Les achats sont cachés ou détruits, car l'acheteur/l'acheteuse compulsif a honte de son addiction. Le poids mental et émotionnel de ce trouble du comportement devient alors de plus en plus lourd, de même que le poids financier (dettes, emprunts multiples, interdit bancaire, surendettement). Les jeunes sont plus touchés que les autres classes d'âge et cette addiction est utilisée par les producteurs pour créer l'envie.

## Causes

### Personnelles
L'oniomanie trouve souvent ses origines dans la petite enfance, avec une relation parent-enfant dysfonctionnelle. La personne cherchera alors à combler une sensation de vide et d'absence d'identité à l'aide d'objets. Les enfants qui sont négligés par leurs parents grandissent souvent avec une mauvaise estime de soi, étant donné que pendant une bonne partie de leur enfance, ils se sont sentis peu importants en tant que personnes. Ils ont dû chercher des consolations en se tournant vers autre chose, tel que des jouets et des aliments afin de combler ce manque et leur sentiment de solitude. Les adultes qui comptaient sur des choses matérielles pour trouver un réconfort émotionnel lorsqu'ils étaient enfants sont plus susceptibles de devenir accros au shopping, car leur sentiment de vide intérieur et de carence affective persiste à l'âge adulte. L'achat d'un jouet ou d'aliments vient remplacer l'affection. Le perfectionnisme, l'impulsivité, les compulsions et le besoin impérieux d'être maître de la situation sont également associés à ce trouble du comportement
L'acheteur/l'acheteuse compulsif semble être une personne dont l'identité est mal définie, qui est à la recherche d'elle-même et qui pense que ses achats vont lui donner une consistance et une existence sociale valorisante. Les personnes souffrant de troubles associés, tels que l'anxiété, la dépression ou la faible maîtrise de leurs pulsions sont particulièrement susceptibles de tomber dans l'oniomanie, dans une vaine tentative de soigner leur mauvaise estime de soi.
D'aucuns, en revanche, affirment que de telles explications psychologiques pour les achats compulsifs ne s'appliquent pas à toutes les personnes souffrant d'oniomanie.

### Systémiques
Le statut social joue également un rôle important dans l'oniomanie, la société de consommation alimentant l'idée que les achats compulsifs sont une forme d'addiction post-moderne.
Le fait qu'il soit si facile d'obtenir une carte de crédit encourage les dépenses faites sur un coup de tête, au-delà des moyens de la personne concernée. La meilleure chose que puisse faire un oniomane serait de bloquer, voire de détruire sa carte de crédit.
La différence entre l'oniomanie et un mode de consommation sain est la nature compulsive, destructive et chronique de l'acte d'acheter. Alors que le shopping peut offrir une source constructive d'expression de soi, dans sa forme excessive, il peut représenter un véritable danger.

## Conséquences
Après un certain temps, la personne souffrant d'oniomanie commence à ressentir des sentiments d'angoisse, de culpabilité et de dépression, qui sont encore aggravés par les problèmes financiers qui ne manquent pas de surgir à la suite des dépenses inconsidérées. Les achats compulsifs, qui s'étendent souvent sur plusieurs années, voire plusieurs décennies, peuvent avoir des conséquences dévastatrices : l'endettement ou l'insolvabilité.
Certaines victimes chercheront alors à s'en sortir en recourant à des méthodes illégales, tels que le vol ou le détournement de fonds.

## Thérapie
(juin 2018).
En règle générale, l'oniomanie se soigne au moyen de thérapies comportementales et grâce à l'aide sociale. Il est possible aussi de recourir à des médicaments psychotropes, tels que des antidépresseurs. La division des maladies psychosomatiques de la clinique universitaire d'Erlangen, en Allemagne a mis au point une thérapie particulière, dont l'efficacité a pu être démontrée scientifiquement. Près d'un patient sur deux a réussi à vaincre sa dépendance aux achats grâce à cette thérapie de groupe, qui repose sur le principe de la substitution. Chaque groupe compte de six à huit participants qui, sur une période de douze semaines, apprennent à mettre en place des activités alternatives, comme le sport ou aller boire un café avec des amis. Ces activités jouent le rôle de soupape, qui permet de les détourner de leurs pulsions acheteuses. L'oniomanie repose sur une perturbation de la maîtrise de ses pulsions, comme c'est le cas pour la pyromanie ou la kleptomanie.
Les achats sont souvent précédés d'un sentiment d'excitation ou d'impatience et suivis d'une sensation de bonheur et de satisfaction. Ce qui compte, c'est l'acte d'acheter et non pas la marchandise acquise. Les patients, avec l'aide d'un thérapeute, se posent des questions pragmatiques : « Comment utiliser mon argent de façon raisonnable à l'avenir ? », « Que faire, si l'envie d'acheter me saisit à nouveau ? ». Il leur sera conseillé de payer comptant plutôt que par carte de crédit, afin de mieux se rendre compte des montants dépensés.
Il existe, en cas de pathologie détectée, deux catégories de traitements qui permettent de suivre la thérapie la plus adaptée.
Tout d'abord, il y a la thérapie interpersonnelle (TIP) ou traitement médicaux. Cette thérapie est centrée sur l'état personnel, elle cible très précisément les problèmes internes qui sont surtout psychologiques. Cette thérapie a fait ses preuves notamment sur différents troubles comme celui du comportement alimentaire ou bipolaire. Concernant toutes les addictions comme l'oniomanie, la guérison n'est pas certaine à 100%, mais elle fait partie des traitements qui ont de bons résultats.
La seconde thérapie est cognitivo-comportementale(intrapsychique). Elle a été découverte dans la seconde moitié du XXe siècle et va en profondeur dans son analyse du patient. En effet, elle est considérée comme la plus appropriée dans le traitement des addictions, ayant montré de très bons taux de réussite.
Cette thérapie permet aux personnes atteintes de découvrir les problèmes liés à leur façon de penser, leurs comportements et sentiments face à l'achat. Ce traitement indique qu'il faut éliminer les problèmes en profondeur, à leur source. Ce processus de guérison peut être accompli par un professionnel ou bien par la personne touchée elle-même.
Pour construire cette thérapie, il y a eu l'intervention de grandes figures comme Skinner ou Beck. Ils se sont basés essentiellement sur la notion d'apprentissage en reformatant les habitudes d'achat. Le facteur de l'apprentissage est très important.
En ce qui concerne son application, cette théorie se divise en quatre étapes :
- 1re étape : l'analyse fonctionnelle qui consiste à analyser les craintes, les émotions du patient ainsi que ses pensées automatiques à la base de l'addiction ;
- 2e étape : l'analyse schématique, réalisée grâce à des discussions, pour bien comprendre le processus de l'addiction ;
- 3e étape : la réflexion autour d'une solution adaptée, à l'aide de l'apprentissage et des expériences personnels ;
- 4e étape : une mise en pratique concrète dans la vie de tous les jours pour voir ou non les progrès, voire la disparition de l'addiction.

Source :
TPI :
TCC :
Sites, ouvrages conseillés de lire si vous pensez être atteint de la maladie :
- de l’IFTIP (Institut de formation en thérapies interpersonnelles), association loi de 1901 : https://www.iftip.fr

Il existe un autre type de théorie cognitiviste :
C’est une « sous thérapie » : traitement de l’information et des schémas. Le comportementaliste pur comprend certaines limites, c’est pour cela que dans les années 60, le docteur Aaron Beck privilégie plutôt le traitement de l’information au lieu de la notion d’apprentissage. Il décrit que de nombreuses pathologies sont des problèmes cognitifs et propose des schémas.
Démarche à suivre représentant un schéma :
- Filtre dans la perception des stimuli extérieurs : analyse de l’information avec des filtres pour commencer à se freiner au niveau de l’achat.
- Erreur cognitive : problème dans la façon de traiter l’information, le patient interprète mal ses pulsions ; au lieu d'achats utiles pour lui, il va acquérir des choses qui parfois ne lui serviront même pas.

Schéma : système d’organisation dans la pensée qui fait défaillance, c’est-à-dire qu’en prenant conscience de sa pathologie et de sa mauvaise organisation de pensée, la personne va elle-même se réguler grâce aux étapes conseillées par le professionnel.
Il existe une autre technique, plus aléatoire : l’hypnose. C’est une technique ancienne qui permet au patient de se connaître lui-même. Elle est utilisée contre tout type d’addiction pour faire disparaître les symptômes. Il existe des formations universitaires en France reconnues par les médecins, cependant l'hypnose n’est pas efficace sur toutes les personnes ; il faut y être prédisposé. Les études montrent qu’elle a eu des résultats concluants au niveau cérébral. Or, il peut y avoir des effets indésirables, rarement présents et bénins.

## Œuvres liées

### Roman
- The secret dreamworld of a shopaholic  de Sophie Kinsella (Anglais) (2000)

### Film
- Confessions d'une accro du shopping de P. J. Hogan (2009), d'après l'ouvrage éponyme de Sophie Kinsella.

### Musique
- la fièvre acheteuse d'Amandine Bourgeois